# ルンスキー
ルンスキー（Лунский）は、サハリン北部の東海岸に面した町（都市型集落）。ロシア連邦サハリン州に属する。ルンスコエとも呼ばれる。岡本監輔の記した窮北日誌では盧碁隖(ろごお）と書かれ、北海道風土記には呂郷（ろごう）と書かれている。

## 産業
石油および天然ガス鉱区と関連する陸上施設の開発プロジェクトのサハリンプロジェクトのサハリン2の場所である。
沖合にあるガス田にプラットフォームが設置された。天然ガス、液体（水とコンデンセート）と石油を生産する能力がある。